# Rhyolite, Nevada
Rhyolite là một thị trấn ma ở quận Nye trong tiểu bang Nevada của Hoa Kỳ. Thành phố ơ trong các đồi Bullfrog, khoảng 120 dặm (190 km) về phía tây bắc của Las Vegas, gần rìa phía đông của Thung lũng Chết. Thị trấn bắt đầu vào đầu năm 1905 như là một trong các trại khai thác một số mọc lên sau khi một phát hiện vàng trên các ngọn đồi xung quanh. Trong một cơn sốt vàng tiếp theo, hàng ngàn người tìm kiếm vàng, các nhà phát triển, thợ mỏ, và các nhà cung cấp dịch vụ đổ xô đến khu vực khai thác mỏ Bullfrog. Nhiều khu định cư trong ryolit, nằm trong lưu vực sa mạc che chở gần sản xuất lớn nhất của khu vực, mỏ Montgomery Shoshone.